# Chimta

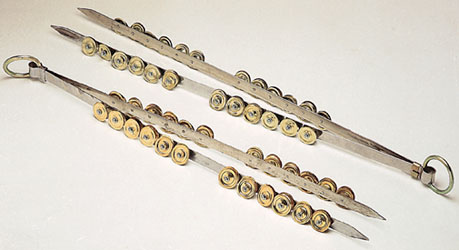
Zwei chimta

Chimta (chimtā, chimpta, Panjabi ਚਿਮਟਾ, Urdu چمٹا [Aussprache tschimta], „Grillzange“, auch haribol) ist ein Perkussionsinstrument, das in Nordindien besonders im Punjab, in der angrenzenden pakistanischen Provinz Punjab, in Uttar Pradesh und in Haryana in der Volksmusik und in der religiösen Musik, vor allem der Sikhs, gespielt wird. Die chimta wird in Pakistan auch von Sufi-Anhängern in der religiösen Musik verwendet. Mit dem aus einem Volkstanz der Punjabi hervorgegangenen Popmusikstil bhangra wurde die chimta in den indischen Diasporagemeinden im Westen verbreitet. Die Grundform der chimta ist von einer Grillzange abgeleitet und besteht aus zwei Eisenzungen, die beim Spiel federnd gegeneinander geschlagen werden, was eine Reihe von Rasselplättchen (Zimbeln) an den Außenseiten der Zungen zum Klingen bringt.

## Bauform
Die chimta gehört zu den bereits im römischen Ägypten vorkommenden Gabelbecken und entspricht im Wesentlichen einer Grillzange, die in indischen Haushalten beispielsweise dazu dient, Chapatis über dem offenen Feuer knusprig werden zu lassen. Nach der Hornbostel-Sachs-Systematik ist die chimta eine Stabrassel innerhalb der Gruppe der mittelbar geschlagenen Idiophone, nach der indischen Klassifizierung wird sie der entsprechenden Kategorie ghana vadya zugeordnet. Das Instrument besteht aus einem Bandstahl, der in der Mitte um 180° umgebogen ist, so dass zwei etwa 60 bis 75 Zentimeter lange Metallzungen entstehen, die in einem spitzen Winkel annähernd parallel zueinander verharren. Mit einer verschiebbaren Klammer an der Knickstelle kann der Abstand der beiden Zungen in Ruheposition eingestellt werden. Die Knickstelle ist zu einer Öse ausgebildet, durch die ein Ring lose durchgezogen ist. An jeder Zunge sind an der Außenseite zwei Gruppen von jeweils fünf oder mehr Messingscheiben (Zimbeln) paarweise lose auf Stifte gesteckt. Ein Sicherungsring am Ende der Stifte hindert die Scheiben am Herausfallen.
Der Musiker hält die chimta mit der Innenfläche der linken Hand an der Knickstelle und schlägt mit den Fingern von unten den Ring rhythmisch gegen eine Zunge. Mit Daumen und Zeigefinger der rechten Hand drückt er bei dem quer vor seinem Oberkörper bewegten Instrument zusätzlich die beiden Zungen in der Mitte an der freien Stelle zwischen den Zimbeln im Gegenschlag zusammen. Alternativ kann eine kurze chimta von der linken Hand mit dem durch die Öse gesteckten Zeigefinger gehalten werden.
Bei manchen Versionen, die auch in westlichen Ländern verwendet werden, fehlen die Zimbeln und stattdessen werden die glatten Zungen gegeneinander oder mit einem Metallstab geschlagen. Dadurch wird die chimta zu einem Gegenschlag- oder Aufschlagidiophon. Gegenschlagidiophone (zwei selbstklingende Objekte werden gegeneinander geschlagen) sind in Gestalt von Zimbeln oder Paarbecken (allgemein tal oder taal, in Südindien talam) von vier bis über 40 Zentimeter (bartal in Assam) im ganzen Land als Taktgeber in der Volksmusik und religiösen Musik verbreitet. Ein nur in Rajasthan vorkommendes Aufschlagidiophon ist das Klangplattenspiel sri mandal. Es besteht aus mehreren, unterschiedlich großen Metallscheiben, die an Schnüren in einem Drahtgestell aufgehängt sind und bei religiösen Zeremonien angeschlagen werden. Die einfachste Form eines metallenen Aufschlagidiophons ist die in Nordindien sehr seltene, aber bei den indischen Gemeinden in der Karibik verbreitete gerade Eisenstange dhantal, die mit einem U-förmigen Eisenstück angeschlagen wird.
Eng mit der chimta verwandt ist die gabelförmige Bambusklapper toka im nordostindischen Bundesstaat Assam. Kartal (khartal) ist ein weit verbreiteter Name für Holzklappern unterschiedlicher Form, bei denen zwei Zimbelpaare auf Achsen in einem Holzblock aufgehängt sind. Hauptsächlich Sänger religiöser Lieder halten ein kartal in jeder Hand und schlagen beide an den Kanten zusammen. Die Schnurrassel lezim in Maharashtra besteht aus einem Holzstab von etwa 50 Zentimetern Länge. An beiden Enden ist eine durchhängende Baumwollschnur festgebunden, die – in der Mitte gestreckt – mit dem Stab ein ungefähr gleichseitiges Dreieck bildet. Die auf der Schnur paarweise aufgereihten Eisenscheiben erklingen, wenn der Spieler mit einer Hand den Stab hält und mit der anderen an der Schnur zieht. Die lezim wird bei Prozessionen und Tänzen, vor allem beim ebenfalls lezim genannten Gruppentanz der Frauen eingesetzt.

## Spielweise
Die chimta wird als rhythmisches Begleitinstrument für Lieder und Instrumentalstücke zur Unterhaltung in der Volksmusik und für die religiösen Gesangsstile kirtan und bhajan verwendet, meistens zusammen mit der Fasstrommel dholak.

### Pakistan, Afghanistan

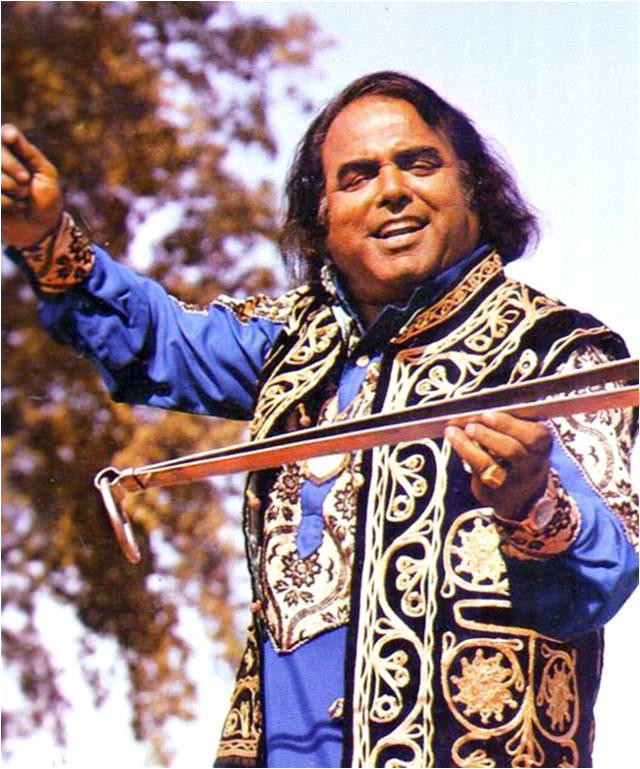
Der Punjabi-Sänger Alam Lohar

Die Volksmusik des Punjab ist überwiegend vokal. Im pakistanischen Punjab sind gemeinschaftliche Tänze und die dazu gehörenden Tanzlieder weiter verbreitet als in anderen, islamisch-konservativeren Provinzen. Ein oder zwei Vorsänger tragen solistisch oder mit rhythmischer Begleitung einen Vers vor, der im Wechselgesang von der übrigen Gruppe wiederholt wird, wobei diese die erste Verszeile weglässt. Zu den beliebtesten Gesangsformen gehören mahiya, dhoola und boli. Die mahiya-Lieder verwenden den dreizeiligen Verstyp tappa, aus dem der klassische Gesangsstil Tappa entstand. Boli besteht aus improvisierten Verspaaren und bildet die Struktur von Tanzliedern zum bhangra-Tanzstil der Männer und zum giddha-Tanzstil der Frauen. Die Lieder, die von melodramatischen Liebesgeschichten mythischer Helden handeln, werden bei Hochzeiten und anderen Anlässen häufig im Wettstreit mehrerer Gruppen gesungen.
Die Sammelbezeichnung für professionelle männliche Sänger und Tänzer mit einer niedrigen Sozialstufe im indischen und pakistanischen Punjab ist mirasi. Die muslimischen Mirasi führen ihre Herkunft auf den Stamm der Quraisch und in die Zeit des Propheten Mohammed zurück. Sie treten traditionell auf Einladung und zur Unterhaltung reicher Familien in den Dörfern auf. Eine Mirasi-Gruppe, die Ras Dharia, führen abends im Schein von Petroleumlampen Schauspiele bekannter Volkserzählungen auf, die sie mit Liedern, begleitet von chimtas, unterbrechen. Andere Straßenmusiker haben ihr Heimatdorf verlassen, ziehen umher und treten mit ihren religiösen Liedern, chimtas und dem einsaitigen Zupfinstrument ektara an Mausoleen auf, an denen muslimische Heilige verehrt werden. Chimta-Spieler werden naheliegenderweise mit der Kaste der Schmiede (in Pakistan Lohar) in Verbindung gebracht.
Ein beliebter pakistanischer Volksmusiksänger aus dem Punjab ist Qurban Ali Niazi (Kurban Niazi, * 1947), dessen Karriere als Straßenmusiker in den Dörfern mit Gesang und chimta, begleitet von einem dhol-Spieler, begann. Er tritt heute als Sänger einer Band mit chimta, Harmonium, einer gezupften einsaitigen Spießlaute tumbi, einer Doppelschnabelflöte jori (entspricht der alghoza) und einer dhol auf. Der im Punjab als Sohn eines Schmieds geborene Alam Lohar (1928–1979) war einer der beliebtesten pakistanischen Volksmusiksänger. Er begleitete sich stets mit einer chimta und machte das Instrument auf der Konzertbühne populär. Sein Sohn Arif Lohar (* 1966) setzt diese Tradition fort.
In den Sufi-Zentren (khanaqāh) um Kabul wurden bis in die 1970er Jahre bei nächtlichen Treffen religiöse Lieder mit Instrumenten der städtischen afghanischen Musik begleitet, eine Praxis, die orthodoxe Mullahs verurteilten. Zu den Musikinstrumenten gehörten ein Harmonium, die Zupflauten rubab und tanbur, das aus Nordindien stammende Streichinstrument dilruba und als Rhythmusgeber chimta und die Steinklappern qairaq. Wandernde Derwische und Anhänger der Qalandar heißen in Pakistan malang. Manche Qalandar-Derwische singen religiöse Lieder, bei denen sie sich auf der einsaitigen Zupflaute yaktaro, der hölzernen Klapper khartalon in der linken Hand und manchmal mit um die Knöchel gebundenen Schellen ghungru begleiten. Einige malang produzieren bei ekstatischen Rundtänzen außer mit den an ihren Kleidern befestigten Glöckchen mit chimtas perkussive Geräusche. Anhänger des in Aleppo geborenen und in Nordindien wirkenden Sufi-Heiligen Schah Madar (Schah Badi ud-Din, * um 1050 oder lebte 1315–1434) schlagen beim Tanz zusätzlich mit ihrem chimta auf den Rücken. Als bedeutendster, chimta-spielender malang in Pakistan gilt Sain Mushtaq.
Einen möglichen Hinweis auf die Bedeutung der chimta als Ritualinstrument bei pakistanischen Derwischen könnte eine Quelle aus dem 14. Jahrhundert geben, in der von einer Feuerzange die Rede ist, die als Reliquie des Propheten in der Sayyidna-al-Husain-Moschee in Kairo aufbewahrt wurde. Die pakistanischen malang verwenden eine Feuerzange, um ihr heiliges Feuer (machh) zu schüren. Mit einer ähnlichen Eisenzange (anbur) schlagen iranische Chaksar-Derwische bei ihren Zikr-Zeremonien den Takt.

### Uttar Pradesh, Haryana
In der Volksmusik im indischen Uttar Pradesh und besonders bei Gruppengesängen wird auf den Rhythmus besonderen Wert gelegt. Hierfür dienen neben der chimta die Zimbeln manjira, die Fasstrommel dholak und die Zupftrommel ektara. Die Melodien stammen aus der eigenen Volksliedtradition oder sind mit den Tonfolgen klassischer Ragas verwandt. Chimta und die Holzklapper kartal kommen üblicherweise im Umfeld der dholak vor.
Dholak, manjira und chimta gehören zusammen mit der kleinen Sanduhrtrommel deru (entspricht der dhadd) zur devotionalen Musik für den Volksgott Gugga (ein Schlangengott), der in Rajasthan, Haryana und im Norden bis Himachal Pradesh vor Schlangenbissen schützen soll. Gugga wird von Hindus und Muslimen gleichermaßen verehrt. Beim Jahresfest Gugga Naumi ziehen in Haryana die Gläubigen (bhagat, von bhakti) mit den genannten Musikinstrumenten, einem Symbol der Gottheit und fünf Tänzern in einer Prozession durch die Straßen. Beim Frühlingsfest Holi kommen in Haryana zur Begleitung der ausgelassenen Tänze von Männern und Frauen die Perkussionsinstrumente dhol (große Fasstrommel), jhanjh (Zimbeln), chimta, kartal (Klapper) und thali (Blechplatte mit umgebogenem Rand) zum Einsatz.
Zu den Volksliedgattungen in Kaschmir im äußersten Nordwesten Indiens gehören die satirischen Verse laddishah, bei denen ein männlicher Sänger auf witzige Art gesellschaftliche oder politische Themen anspricht, während er sich auf einer chimta begleitet. Die klassische Musik Kaschmirs, Sufiana mausiqi, zeigt persische Einflüsse. Die jüngere Volksmusikgattung chalant bringt den eleganteren klassischen Stil mit dem lauteren chakri zusammen, einem der bekanntesten Volksmusikstile, bei dem fünf bis sechs Sänger einen Chor bilden, der unisono den Vers des Vorsängers wiederholt. Beim chalant wird die gleiche Zahl von Chorsängern von einem Harmonium, dem Kesseltrommelpaar tabla, von dholak, chimta und thali rhythmisch begleitet.

### Punjab

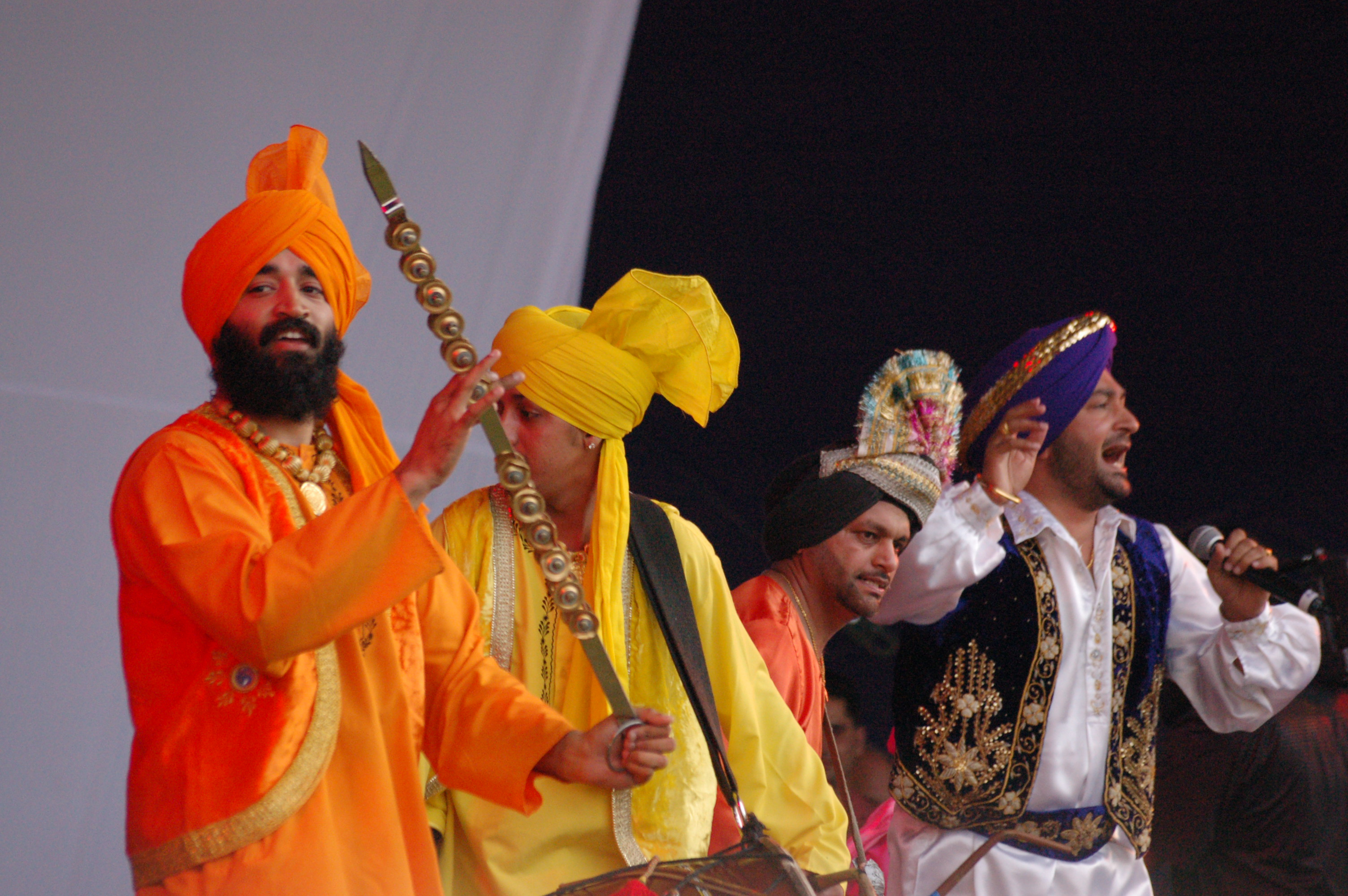
Sikh-Musiker mit chimta und dholki

Die im indischen Punjab von Amateurgruppen gespielte Musik wird je nach Anlass in Hochzeitslieder, Klagelieder, Arbeiterlieder der Frauen, Tanzlieder und andere unterteilt. Zu den Tanzmusikstilen gehören die Männertänze bhangra und jhumar (jhummar) sowie die Frauentänze sammi und giddha. Als einfache rhythmische Begleitinstrumente dienen die chimta, die hölzerne Klapper kato (katto, ein am Ende eines Holzstabes befestigtes, stilisiertes Eichhörnchen, dessen Kopf und Schwanz durch Ziehen an Schnüren zum Klappern gebracht werden), die kleine Zupftrommel bughchu, die der Sanduhrtrommel damaru ähnelt, und die gharha, ein der südindischen ghatam entsprechender Tontopf, der mit Ringen an den Fingern geschlagen wird.
Die anspruchsvolle religiöse Musik der Sikhs (gurmat samgit), die sie in ihren Versammlungsstätten (Gurdwaras) pflegen, gehört musiktheoretisch zur nordindischen klassischen Musik und hat analog zum dortigen modalen Konzept der Ragas 31 rags übernommen. Die 31 rags sind den 31 Kapiteln der heiligen Schrift der Sikhs, Adi Granth (Guru Granth Sahib), zugeordnet. Praktisch verstehen die Sikh-Musiker (ragis) ihre hymnischen Gesänge als eine Volkstradition. Daher verwenden sie auch ohne zu zögern die kleine Fasstrommel dholki und die chimta zur rhythmischen Begleitung. Beide Schlaginstrumente sind für die klassische Musik unbrauchbar, weil mit ihnen nur sehr begrenzt unterschiedliche bols (nach ihrer Klangqualität eingeteilte Trommelschläge) produziert werden können. Die Qualität der bols ist jedoch neben dem Schlagzyklus (taal) von zentraler Bedeutung für das Zeitmaß in der klassischen Musik. Durch die Verwendung von dholki und chimta in der religiösen Musik der Sikhs gehen klassische Musik und Volksmusik eine seltene – und von klassisch gebildeten Musikern kritisierte – Verbindung ein. Eine weitere Kritik richtet sich gegen die Kommerzialisierung und Verflachung der Sikh-Lieder (kirtan, kirten), wenn die Sänger für die Abschnitte (shabad) des Adi Granth nicht mehr die hierfür komponierten rags verwenden, sondern als melodische Basis Motive aus der Popmusik oder von Filmmusik-ghazals vortragen.
Wenn es um Musik und Tanz der in westlichen Ländern lebenden Punjabis geht, ist zuerst bhangra gemeint. Dieser Stilmix aus westlicher Popmusik und der Volksmusik des Punjab wurde in den 1980er Jahren unter den in Großbritannien lebenden Punjabis populär und bildet eine im Wesentlichen auf indische Diasporagemeinden beschränkte Nische im Bereich der Weltmusik. Der vermutlich aus einem bei der Getreideernte aufgeführten Punjabi-Volkstanz hervorgegangene Kreistanz wird traditionell von der mit Stöcken geschlagenen Fasstrommel dhol und chimta sowie von der Klapper sap (sapp, mit Gelenken verbundene Holzstäbe, die ziehharmonikaartig zusammengedrückt werden), der Spießlaute tumbi oder einer ähnlichen ektara (für einen rhythmischen Bordunton) und der Doppelschnabelflöte alghoza begleitet. Die stets männlichen Tänzer tragen Fußkettchen (ghunghru) oder betätigen die Holzklapper kato. Frauen führen statt bhangra den Tanz giddha auf, bei dem der Rhythmus ohne Trommeln durch Händeklatschen erzeugt wird. Bei den heute üblichen Pop-Versionen von bhangra (eigentlich disco bhangra), die mit dem ursprünglichen Punjabi-Tanz wenig gemein haben, ist die Geschlechtertrennung aufgegeben und die Musik wird wesentlich von Bollywoodmusik und DJs geprägt.